# يو إف سي 115
يو إف سي 115: ليدل ضد فرانكلين (بالإنجليزية: UFC 115: Liddell vs. Franklin )‏ هو حدث لفنون القتال المختلطة نظمته يو إف سي، أُقيم في 12 يونيو 2010، على جنرال موتورز بليس في فانكوفر، كولومبيا البريطانية، كندا.